# Kościół św. Józefa w Słodkowie
Kościół św. Józefa w Słodkowie – katolicki kościół filialny zlokalizowany we wsi Słodkowo w gminie Suchań, w powiecie stargardzkim (województwo zachodniopomorskie). Należy do parafii Matki Bożej Nieustającej Pomocy w Suchaniu.

## Historia i architektura
Murowany z kamieni narzutowych kościół wzniesiony został w 2. połowie XV wieku. Jest budowlą salową, sytuowaną na planie prostokąta. W XVIII wieku miała miejsce przebudowa, w trakcie której przemurowano okna i portal wejściowy oraz szczyt ściany wschodniej. Na przełomie XVIII i XIX wieku od strony zachodniej do kościoła została dostawiona czworoboczna, drewniana wieża, nakryta blaszanym hełmem. Na wieży zawieszony jest dzwon z 1592 roku. Wewnątrz kościoła, na ścianie zachodniej, znajduje się empora muzyczna. Zachowała się renesansowa ambona.
Po II wojnie światowej kościół został konsekrowany jako świątynia katolicka w dniu 16 lipca 1947 roku przez ks. Stefana Strzałkowskiego TChr.